# Пон-Сент-Эспри
Пон-Сент-Эспри (фр. Pont-Saint-Esprit) — город во Франции, в регионе Окситания, департамент Гар. Население составляет 10 759 человек (2022). Город расположен на правом берегу реки Рона. Поселение возникло в V веке. В 1265 и 1309 годах через реку Рона был построен мост и порт Saint-Saturnin-du-Port был переименован.

## География
Город расположен на границе трех регионов: Овернь-Рона-Альпы, Окситания и Прованс-Альпы-Лазурный берег, при впадении реки Ардеш в Рону. Метео-Франс характеризует климат как средиземноморский, с жарким и солнечным летом с малым количеством осадков, сухим воздухом и сильными ветрами. Среднегодовая температура 13,7°C.

## Чрезвычайные ситуации
В августе 1951 года в городе произошла эпидемия, от которой пострадало несколько сот человек (5 смертельных случаев; кроме того, погибло некоторое количество домашних животных (кошек и собак)). По различным версиям, это было отравление спорыньей, другими микотоксинами, ртутью или трихлоридом азота. Также распространялись конспирологические версии, что это был эксперимент спецслужб с применением ЛСД.

## Известные уроженцы и жители
- Шарль Д’Альбер (1578–1621) – фаворит французского короля Людовика XIII
- Жорж Вилль (1824–1897) – французский агроном, агрохимик, профессор физиологии растений в Парижском национальном музее естественной истории
- Альфонс Д’Орнано (1548—1610) — маршал Франции
- Жан-Луи Трентиньян (1930–2022) – французский актёр, режиссёр, сценарист, автогонщик.

## Галерея

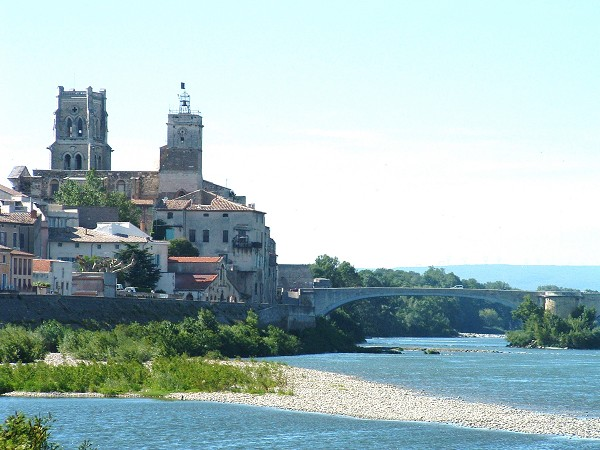
Церковь Святого Сатурнина и средневековый мост через Рону
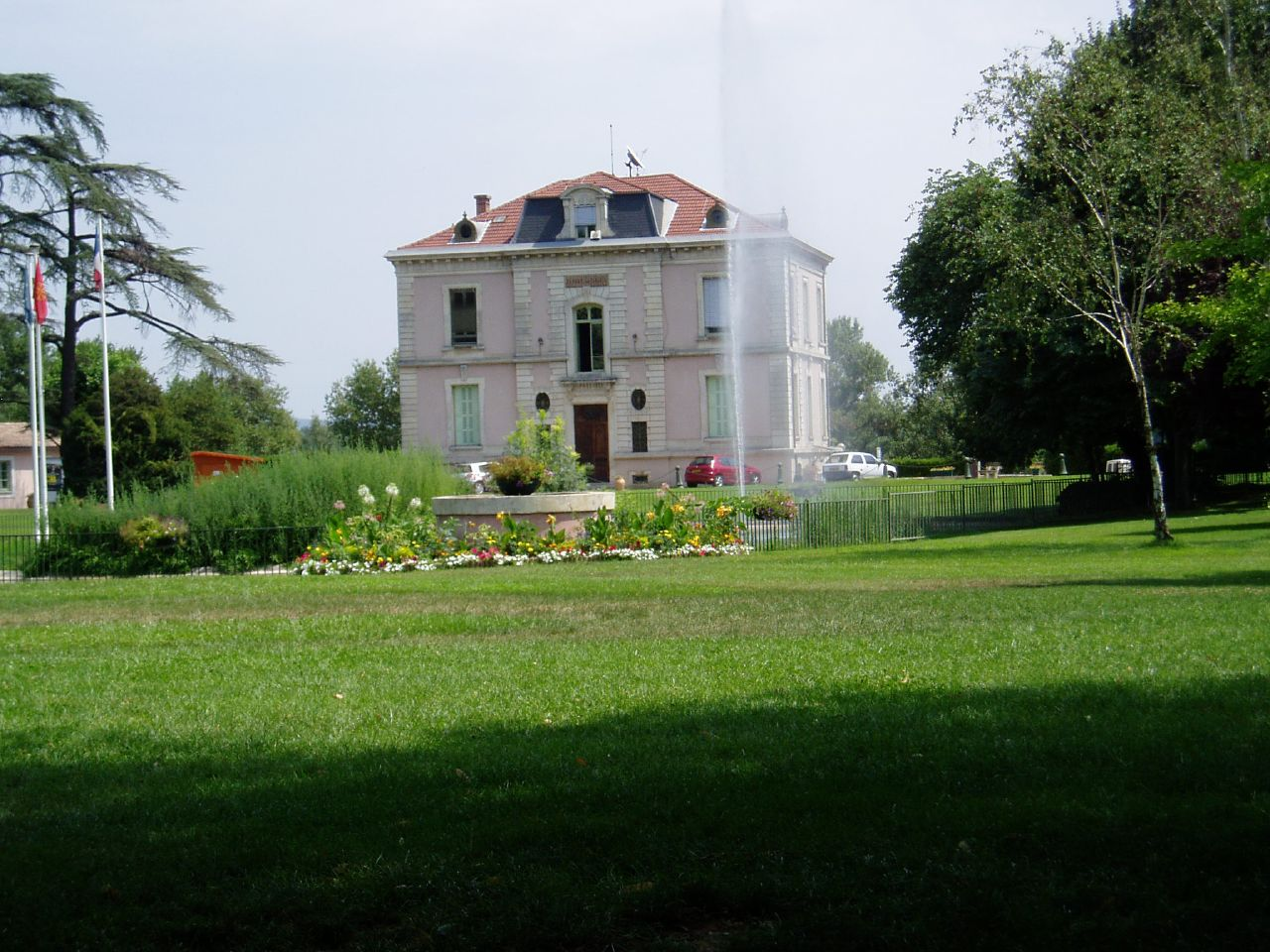
Мэрия Пон-Сент-Эспри
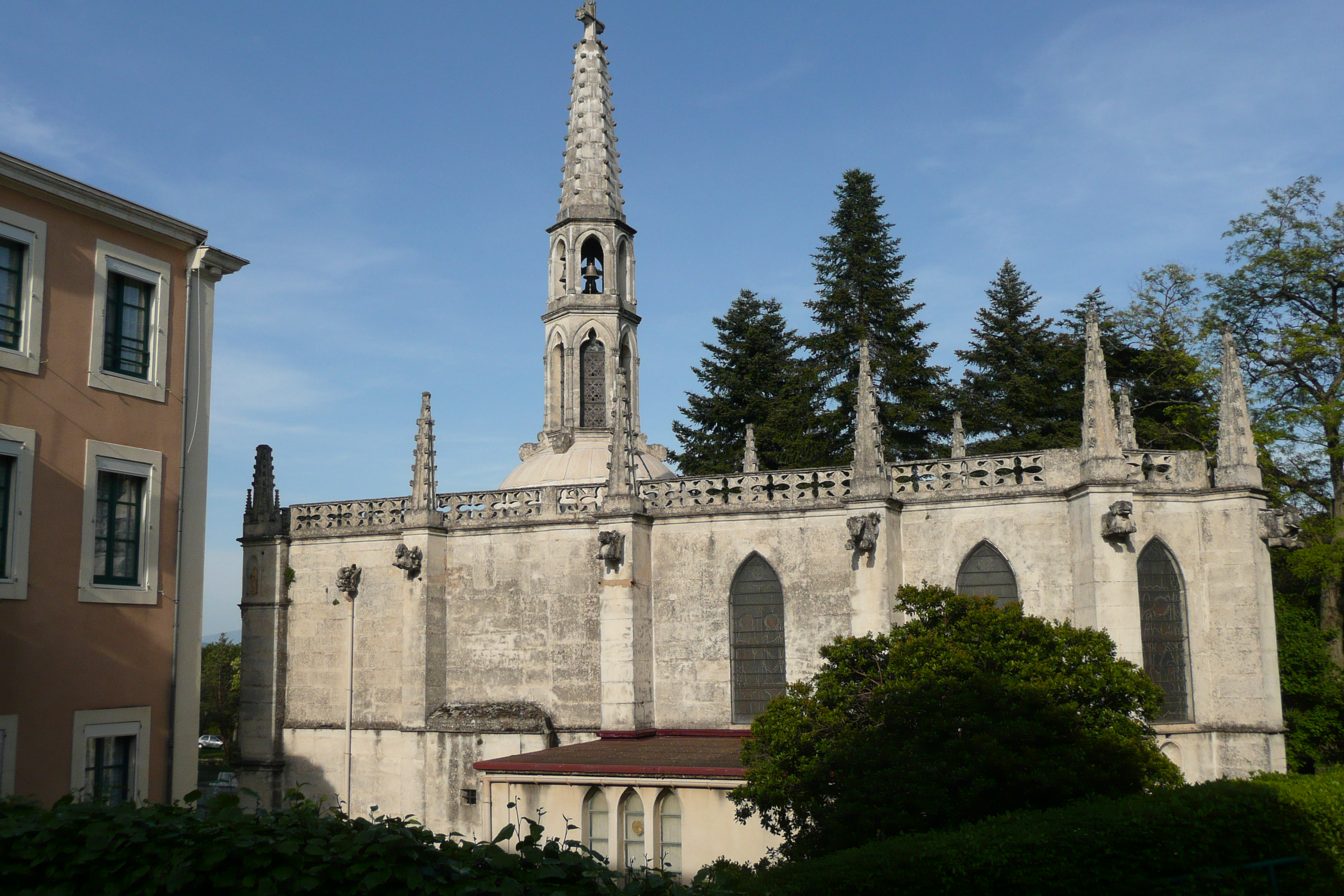
Часовня Нотр-Дам-де-ла-Блаш
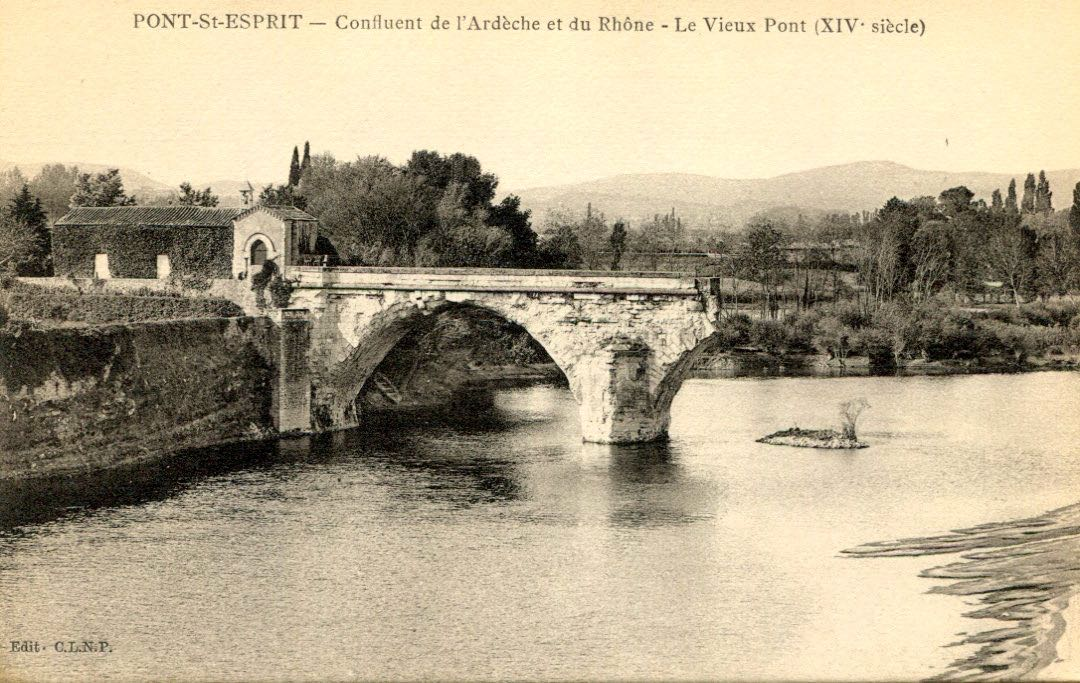
Старый мост Святого духа при слиянии рек Ардеш и Рона